# Dictionary of the Middle Ages
Dictionary of the Middle Ages é uma enciclopédia de 13 volumes que versa sobre a Idade Média. Foi publicada pela American Council of Learned Societies, entre 1982 e 1989. Foi primeiramente concebida e iniciada em 1975, com o historiador Joseph Strayer (1904–1987), da Universidade de Princeton, como editor-chefe. Um Suplemento 1 (Supplement 1) foi adicionado em 2003 sob supervisão de William Cheste Jordan.
A enciclopédia faz cobertura de mais de 100 mil personalidades, locais e conceitos de interesse académico, em cerca de cinco mil artigos. Possui mais de oito mil páginas escritas por 1300 editores de instituições académicas dos Estados Unidos da América, Europa e Ásia.
Trata-se da maior e mais detalhada enciclopédia moderna sobre a Idade Média, em língua inglesa.
O símbolo que contém na capa e na lombada: um "T" invertido dentro de um círculo, é uma interpretação artística de um mapa OT (orbis terrarum) que foi pela primeira vez descrito na obra Etymologiae, o mais influente trabalho enciclopédico da Idade Média.